# 安杰莉卡·斯凯勒·丘奇
安杰莉卡·斯凯勒·丘奇（英語：Angelica Schuyler Church，1756年2月20日—1814年3月13日），美国独立战争时期将领菲力·斯凯勒的长女，英国国会议员约翰·巴克·丘奇之妻。她也是伊丽莎白·斯凯勒·汉密尔顿（亚历山大·汉密尔顿之妻）、玛加丽塔·斯凯勒·范伦塞勒（斯蒂芬·范伦塞勒之妻）的姐姐。

## 生平
安杰莉卡出生于英属纽约省奥尔巴尼。她于1776年与约翰·丘奇相识，次年决定私奔。1783年至1797年间，他们一家移居欧洲，曾先后在巴黎、伦敦定居。此后又回到纽约，1814年去世。她与丈夫育有四个子女，其中长子菲利普·斯凯勒·丘奇曾担任过其连襟亚历山大·汉密尔顿的侍从官。菲利普后来在纽约杰纳西河沿岸定居，并将此地以其母亲的名字命名为安杰利卡。
安杰莉卡还与托马斯·杰斐逊、亚历山大·汉密尔顿、乔治·华盛顿、拉法耶特侯爵等人有私人书信往来，其中一些信件目前保存在美国国会图书馆。